# Coschütz (Dresden)
Coschütz is een stadsdeel in het zuiden van de Duitse stad Dresden, in de deelstaat Saksen. Coschütz ligt aan de rand van de stad en werd op 1 april 1921 door Dresden geannexeerd.
Onder het stadsdeel loopt de Bundesautobahn 17 door de Coschützer tunnel, die tussen 2000 en 2005 werd aangelegd.

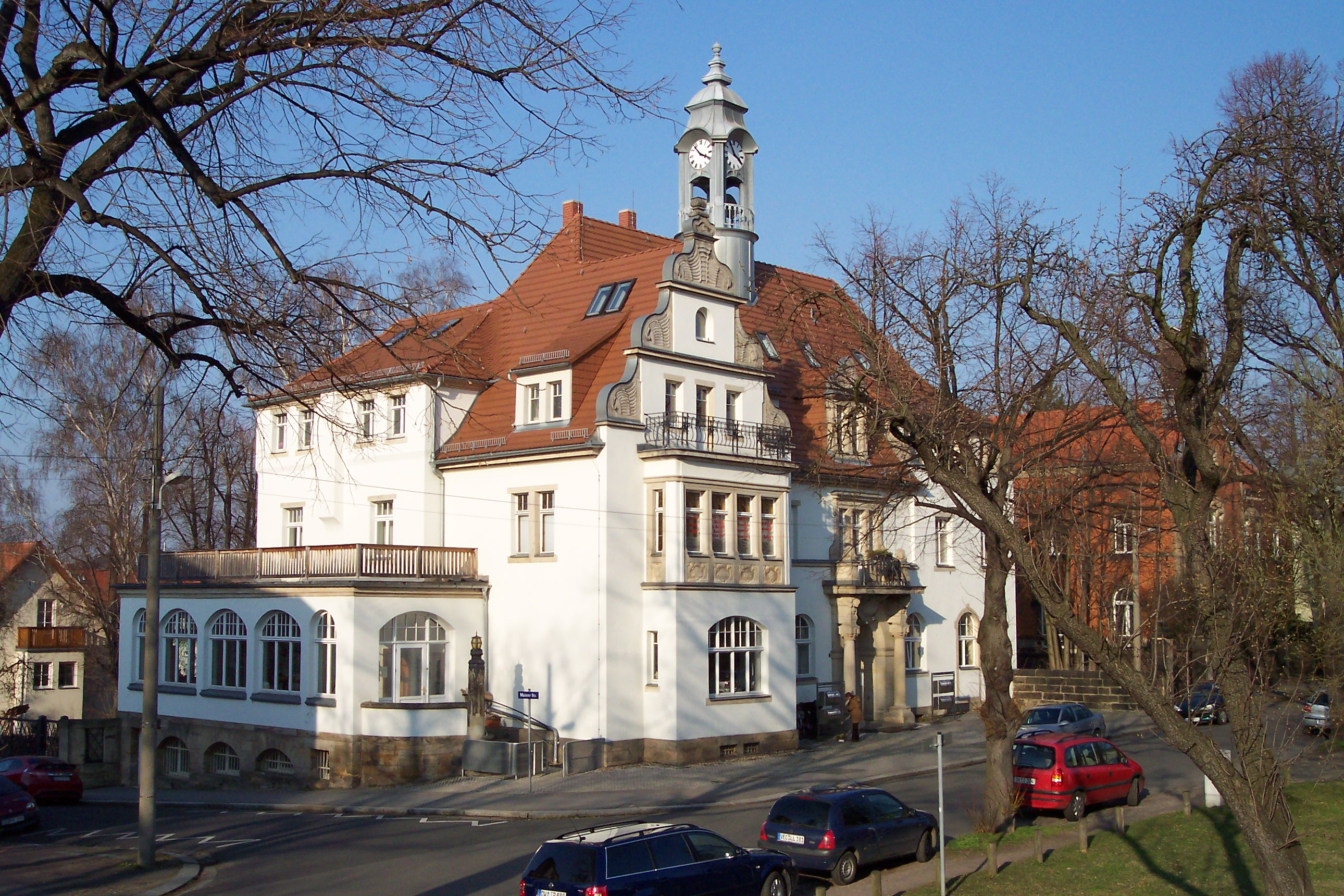
Het voormalige raadhuis van Coschütz